# Irene McCoy Gaines
Irene McCoy Gaines, nata Irene Luberta McCoy (Ocala, 25 ottobre 1892 – Chicago, 7 aprile 1964), è stata un'attivista per i diritti sociali e assistente sociale statunitense, che ha combattuto contro la segregazione razziale per tutta la sua vita adulta.

## Primi anni di vita
Irene McCoy Gaines nacque il 25 ottobre 1892 a Ocala, Florida, ma crebbe a Chicago. Dopo essersi laureata alla Fisk Normal School, ottenne un lavoro come stenografa presso la corte minorile nell'ottobre 1913. Nel 1914 sposò Harris B. Gaines e seguì corsi di laurea in assistenza sociale e legge presso l'Università di Chicago. Nel 1918 divenne consulente del lavoro presso la Chicago Urban League, un'organizzazione che contribuì a migliorare le condizioni di vita e di lavoro dei cittadini afroamericani. Nel 1919 divenne organizzatrice nella divisione femminile del programma di servizio comunitario del campo di guerra, dove sostenne migliori condizioni di vita e opportunità per le donne di colore.

## Lotta contro la segregazione
Negli anni '30 la Gaines lavorò come assistente sociale mentre i suoi figli andavano a scuola. Lì si rese conto delle condizioni inferiori delle scuole segregate di Chicago e lavorò per migliorarle attraverso la sua appartenenza al comitato consultivo dei cittadini e al Chicago Council of Negro Organizations, per il quale prestò servizio come presidente per 14 anni (1939-1953).
Diventò membro della Società Teosofica, un gruppo interconfessionale dedicato alla fondazione di una comune umanità. Qui sviluppò relazioni interrazziali, supporto e amicizie. Nel 1931 è stata capo del comitato interrazziale del Chicago Women's Club.

## Lotta contro l'oppressione delle donne
La Gaines diventò politicamente attiva più avanti nella sua vita, lavorando soprattutto su questioni che avevano un impatto sulle donne afroamericane. Fu la prima donna afroamericana a candidarsi per un seggio legislativo statale in Illinois e ha anche corso per l'ufficio dei commissari della contea. Nel 1947 ha persino testimoniato alle Nazioni Unite sulla discriminazione e l'oppressione delle donne di colore negli Stati Uniti.
È stata presidente della National Association of Colored Women's Clubs dal 1952 al 1958. Ricevette la medaglia d'onore di George Washington nel 1958 ed il Fisk University Distinguished Alumni Service Award nel 1959.
È stata riconosciuta per numerosi premi e risultati, tra i quali una ricompensa di $50.000 che ricevette dalla Sears Foundation per il miglioramento del quartiere. Il concorso fu condotto dal NACWCA e credevano che lei fosse più che qualificata e in grado di ricevere la sovvenzione e produrre effettivamente risultati per i suoi costanti sforzi e l'interesse per le questioni relative agli alloggi situati in diverse comunità in tutto lo stato. Continuò a cercare opportunità per la sua razza e più specificamente per le giovani generazioni e le donne di colore. Era nota per pianificare a livello internazionale perché voleva offrire a persone in tutto il paese l'accesso alle opportunità che stava istituendo a Chicago.

## Vita privata e morte
Irene Gaines era sposata con Harris B. Gaines, con il quale aveva due figli, Charles e Harris, Jr.
Morì di cancro il 7 aprile 1964 a Chicago.